# Фаб'ян Вілкенс Солгейм
Фаб'ян Вілкенс Солгейм (норв. Fabian Wilkens Solheim) — норвезький гірськолижник, олімпійський медаліст, чемпіон світу. 
Золоту медаль чемпіона світу Солгейм виборов у комадних паралельних змаганнях на світовій першості 2021 року, що проходила в італійській Кортіні-д'Ампеццо.

## Виступи на Олімпійських іграх
| Рік  | Місце проведення | СЛ | ГС | СГ | ШС | КМ | КЗ |
| ---- | ---------------- | -- | -- | -- | -- | -- | -- |
| 2022 | Пекін, Китай     | —  | —  | —  | —  | —  | 3  |

## Виступи на чемпіонатах світу
| Рік  | Місце проведення          | СЛ | ГС  | СГ  | ШС | КМ | КЗ |
| ---- | ------------------------- | -- | --- | --- | -- | -- | -- |
| 2021 | Кортіна-д'Ампеццо, Італія | —  | DNF | DNF | —  | —  | 1  |